# Александар Кнежевић (рукометаш)
Александар Кнежевић (Бања Лука, 26. децембар 1968) је бивши српски рукометаш. Са репрезентацијом СР Југославије је освојио бронзану медаљу на Европском првенству у Шпанији. Такође је био део репрезентације која је на Олимпијским играма у Сиднеју освојила четврто место.

## Биографија
Био је члан Рукометног клуба „Борац“, Бања Лука (1987–1992), са којим је освојио Куп Европске рукометне федерације (EHF) и Куп СФРЈ (у сезони 1991/92). Потом је играо у клубовима: „Црвена звезда“, Београд (1992–1993), „Гањи“, Гањи, Француска (1993– 1994), „БМ конкенсе“, Куенка, Шпанија (1994– 1995), „Партизан“, Београд (1995–1996), „БСВ Борба“, Луцерн, Швајцарска (1996–1998) и поново „Партизан“ (1998–1999), са којим је освојио првенство СРЈ (1998/99). Играчку каријеру завршио је у њемачком клубу „Фриш ауф“, Гепингем (1999–2007). У истом клубу остао је да ради као тренер. Водио је женску екипу (2009–2013) и био помоћни тренер мушког тима (у сезони 2013/14). Од 2014. поново је тренер женске екипе. Са репрезентацијом СФРЈ освојио је: сребрну медаљу на Играма добре воље у Сијетлу (1990), златну медаљу на Медитеранским играма у Атини (1991), бронзану медаљу на Европском првенству у Шпанији (1996) и четврто мјесто на Олимпијским играма у Сиднеју (2000).

## Трофеји

### Борац Бања Лука
- Куп ЕХФ (1) : 1990/91.
- Куп СФР Југославије (1) : 1991/92.

### Партизан
- Првенство СР Југославије (1) : 1998/99.